# Batlle
|  | «Alcalde» redirigeix aquí. Vegeu-ne altres significats a «Alcalde (Nou Mèxic)». |

|  | Aquest article tracta sobre el càrrec municipal. Vegeu-ne altres significats a «Batlle (desambiguació)». |

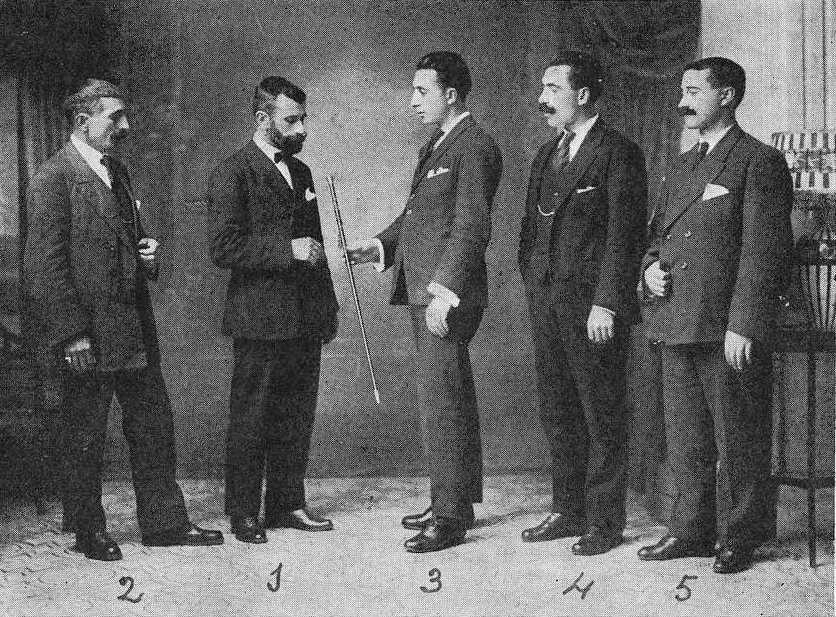

El batlle, batle o alcalde (vegeu altres denominacions) (en femení batllessa) és la màxima autoritat d'un municipi, és qui presideix la corporació, dirigeix l'administració local i representa l'ajuntament. Amb distintes denominacions, la major part de països disposen d'un càrrec equivalent, tot i que algunes de les seves funcions poden variar.
En general, un batlle és escollit democràticament. A l'Estat espanyol, mitjançant eleccions locals s'elegeixen els regidors que al seu torn voten el batlle. Si no s'arriba per votació a la majoria absoluta, és nomenat batlle el primer regidor de la candidatura més votada. En poblacions de menys de 100 habitants, els habitants escullen el batlle directament.

## Diversos noms
El cap d'un municipi, o corresponent, pot anomenar-se amb diversos noms, com ara:
- Batlle (fem. batllessa) – president de municipi (a Catalunya). – Batle (fem. batlessa)[1] és la forma pròpia de la llengua clàssica, la Catalunya del nord, les Illes Balears, Terres de l'Ebre i en valencià.[2][3]
- Alcalde (fem. alcaldessa) – sinònim de batlle[4][a] (a Catalunya)[6][7]
- Cònsol major – a Andorra[8]
- Paer en cap – magistrat de municipi, (antigament) a la regió de Lleida[9]
- Síndic – a L'Alguer
  - No confondre amb el Síndic d'Aran, que és el cap del Conselh Generau d'Aran
- Baile (fem. bailessa) – forma pròpia a la Vall d'Aran.[10]

Als Països Catalans aquest càrrec local es deia conseller en cap, cònsol major, jurat en cap o paer en cap. És per aquest motiu que encara avui dia algunes d'aquestes designacions continuen emprant-se. Per exemple: paer en cap a Lleida i Cervera i cònsol major a Andorra.
A Andorra el terme batlle fa referència a una jutge de primera instància en tots els àmbits jurisdiccionals exceptuant els delictes majors. És nomenat pel Consell Superior de la Justícia. Històricament, el terme Batlle apareix citat el 1278 al Pareatge nomenats pels Coprínceps per impartir justícia a Andorra.
Als municipis de Catalunya rep el títol d'il·lustríssim/a senyor/a, excepte a Barcelona, on rep el d'excel·lentíssim/a senyor/a. A Andorra rep el títol d'honorable senyor/a.

## Evolució de la terminologia
Històricament, el "batlle" era el representant del senyor (el rei, el noble laic o el noble eclesiàstic) a una vila o ciutat (el "veguer" era el representant del senyor a una àrea més gran). Batlles i veguers, en tant que recaptadors, depenien del "mestre racional" (el "ministre de finances") i, passat el temps, de la Generalitat. En tant que jutges, responien davant del rei i de l'Audiència (abans, "Cúria"). Els batlles eren funcionaris reials amb funcions judicials i recaptatòries, que depenien d'un veguer i que, en alguns casos, tenien per sota seu algun sotsbatlle. Els representants reials (o senyorials) per a qüestions temporals o encàrrecs concrets s'anomenaven també "procuradors".
Abans del Tractat de Nova Planta, la direcció i representació de la vila era col·legiada en dues o més persones que vetllaven pel manteniment de l’ordre i el bon regiment de la ciutat: Al Principat de Catalunya hi havia "consellers" a Barcelona, "paers" a Lleida, Tàrrega, Cervera, Balaguer, Agramunt, "cònsols", i cònsol en cap a Tarragona i a Perpinyà, "jurats" i jurat en cap al Regne de València i al Regne de Mallorca, a Girona o a Perpinyà; a Tortosa "procuradors" i "procurador en cap". Eren els membres del consell executiu de les "municipalitats" o "comuns" (dits "Consell de Cent", "Paeries"... a algunes localitats). A tall d'exemple de l'evolució terminològica, a Ulldecona, a les actes municipals més antigues hi sortien "paers", més endavant "consellers" i, finalment, "jurats". Després hi vindran els "regidores" (en castellà). Més endavant, a molts d'indrets les paeries van esdevenir consells municipals, amb consellers i un conseller en cap.

## Història
Als Països Catalans, en els seus orígens, el govern local corresponia a agents (el veguer o el batlle) que representaven el poder reial o senyorial a cada lloc, amb jurisdicció i facultats coercitives per a poder mantenir la pau i l'ordre. Aquests agents presidien les assemblees de veïns, que els assessoraven. Per concessió reial, durant el segle xii van aparèixer les primeres formes autònomes de govern municipal en algunes viles i ciutats del reialenc. Llavors, l'antiga assemblea veïnal va desaparèixer i va ser substituïda per un consell municipal restringit format pels veïns més rellevants (prohoms o consellers), que s'encarregaven d'assessorar el grup reduït de magistrats responsables del govern municipal (cònsols, paers, jurats, consellers). El consell municipal era anomenat consell d'universitat, consell de comú o, simplement, consell. Els presidents dels ajuntaments, aleshores designats universitats o comuns, tenien denominacions diverses, així a les terres de Lleida, era el paer en cap; a la zona dels Pirineus predominava cònsol major; a Barcelona conseller en cap; i a Mallorca jurat en cap, també era freqüent que en poblacions petites les juraries corporatives no tinguessin cap membre preeminent.
A finals del segle XVI gairebé totes les universitats es reunien sense la figura del batlle, a mesura que s'anaren estructurant com a organismes permanents.
A partir dels successius decrets de Nova Planta de principis del segle xviii, l'organització del municipi es transformà amb la implantació de la institució de l'ajuntament, que presidia el corregidor a les capitals de corregiment, i en el seu defecte, pel tinent de corregidor o alcalde major, i en absència dels dos, el regidor degà de l'ajuntament.
La utilització de la paraula batlle amb el significat d'alcalde, figura jurídica d'origen castellà, es produeix a determinats indrets dels Països Catalans sota administració espanyola, a partir dels Decrets de Nova Planta en què s'instaura un nou sistema de presidència de les institucions locals, que a més de dirigir l'administració local, es caracteritza per ésser d'estricta designació governativa i disposar de certes funcions judicials. Aquests aspectes l'aproximen més a la figura del batlle reial que no al sistema corporatiu de juraries, paeries o consolats, propis de la tradició jurídica catalana, que permetia una major autonomia local i l'exercici d'un important control del sistema d'elecció per part de les oligarquies burgeses que dominaven les poblacions.
Al Principat d'Andorra, la independència política ha permès que les denominacions i funcions jurídiques i administratives hagin evolucionat de manera coherent amb el sentit originari dels distints càrrecs i així allí el batlle és un jutge de primera instància.